# أحمد بوعود
أحمد بوعود (ولد سنة 1966-) باحث ديني مغربي. بوعود حاصل على دكتوراه في الفلسفة، في تخصص فلسفة الدين، وعلى دكتوراه في الدراسات الإسلامية، في تخصص الفكر الإسلامي، وهو أستاذ الفلسفة والفكر الإسلامي بجامعة عبد المالك السعدي. ونُشرت له مجموعة من الكتب والمقالات، منها: «الإنسان في القرآن، دراسة فلسفية مقارنة»، و«الظاهرة القرآنية عند محمد أركون، تحليل ونقد»، و«مقاصد الشريعة من النظر إلى السلوك».

## مسيرته وآراؤه
حصل بوعود على الدكتوراه في الفلسفة من جامعة سيدي محمد بن عبد الله، عن بحث موضوعه: الهيرمينوطيقا والنص القرآني.. مقاربة تأويلية مقارنة لمفهوم الإنسان في القرآن الكريم، كما حصل على دكتوراه في الدراسات الإسلامية من جامعة عبد المالك السعدي، بكلية الآداب والعلوم الإنسانية، تطوان، عن بحث موضوعه: علوم القرآن في المنظور الحداثي.. دراسة تحليلية ونقدية.
في كتابه «فقه الواقع: أصول وضوابط» يرى بوعود أن فقه الواقع هو «الفهم العميق لما تدور عليه حياة الناس وما يعترضها وما يوجهها»، ويستنتجأن عناصره الأساسية تتمثل في إدراك التأثيرات البيئية الطبيعية بالإضافة إلى فقه الحركة الاجتماعية باختلاف أنواعها، لسبر أغوار النفوس البشرية، باعتبار الإنسان هو محور الوجود.
في مقال له بعنوان «آثار الانكسار التاريخي على تاريخ المسلمين وواقعهم»، حلَّل بوعود الفتنة التي نشبت بمقتل عثمان بن عفان، وجادل أن هذا الحدث نتج عنه «تحولات خطيرة أثرت على حياة المسلمين وفكرهم وسلوكهم، وظهرت عصبيات ونعرات قبلية، وانقسم المسلمون وانفرط عقدهم». من أبرز تلك التحولات التي تحدث عنها بوعود هي انقلاب الخلافة إلى ملك و«تحول الخلافة إلى ملك عاض ثم جبري»، ويقول بوعود أن مرحلة الملك العاض جاءت بعد الخلافة الراشدة، وبدأت بحكم معاوية، بينما مرحلة الملك الجبري، فهي التي تلتها، واعتبرها تمثلت في «دخول الاستعمار بلاد وعقول المسلمين»، واستيراد قوانين وضعية مستوردة معززة باستبداد كبير وفقًا لرأيه. كما ذكر بوعود عدة تحولات أخرى من أبرزها «ظهور عصبيات وطوائف ومذاهب»، و«فصل الدعوة عن الدولة».

## المؤلفات
- الاجتهاد بين حقائق التاريخ ومتطلبات الواقع، دار السلام للطباعة والنشر والتوزيع والترجمة، القاهرة، 2005.[7][8] ISBN 9773422518[9]
- يوسف فان إيس: المعراج وبداية علم الكلام، 2011.[10]
- ميثاق العلاقة بين الحاكم والمحكوم، 2012.[11]
- الاجتهاد في السياسة الشرعية في المنظور الحداثي.[12]
- فقه الواقع: اصول وضوابط، وزارة الأوقاف والشؤون الإسلامية، 2000.[13][14]
- الظاهرة القرآنية عند محمد أركون: تحليل ونقد، منشورات الزمن، 2010.[15]
- الإنسان في القرآن دراسة فلسفية مقارنة، منشورات الزمن، 2014.[16]
- علوم القرآن في المنظور الحداثي: دراسة تحليلية نقدية لآراء الحداثيين في القرآن الكريم، دار الكلمة، 2015.[17]
- محمد صلى الله عليه وسلم رسول السلام، منشورات الزمن، 2015.[18]
- التطرف وأزمة العقل المسلم، 2008.[19]
- علال الفاسي: من مقاصد الشريعة الإسلامية إلى علم الكلام الجديد، 2002.[20]
- الأبعاد الفلسفية للنظرية اللغوية عند ابن جني، 2019.[21]
- سيبويه وأصالة النحو العربي: موقف المستشرق جيرار تروبو، 2017.[22]
- الإسراء والمعراج في الكتابات الإسبانية، 2008.[23]
- المرأة والتغيير الاجتماعي: ملاحظات أولية، 2008.[24]
- الخطاب الإسلامي وإشكالية التواصل: معالم للتجاوز، 2008.[25]
- حج المرأة في ضوء الواقع المعاصر، 2009.[26]
- الشورى والاستبداد، 2006.[27]
- مقاصد الشريعة من النظر إلى السلوك، دار السلام، 2011.[28][29]
- أي وظيفة لمقاصد الشريعة؟، 2003.[30]
- مادة القرآن الكريم في الموقع الفرنسي «الإسلام والحقيقة»، 2019.[31]
- كيف تعامل مالك بن نبي مع القرآن الكريم؟، 2006.[32]
- القرآن والتاريخية عند محمد أركون، 2009.[33]

## وصلات خارجية
- مقالاته في صحيفة المثقف